# Kaas Ivor
Báró reventlowi Kaas Ivor (Lontó, 1842. január 24. – Budapest, 1910. december 2.) publicista, politikus.

## Életpályája
Apai ágon dán eredetű volt. Atyja, Kaas Ede báró a Walmoden lovasezred főhadnagyaként jött hazánkba, ahol megismerte és nőül vette Ivánka Idát. Felesége kedvéért otthagyta az osztrák hadsereget és Magyarországon telepedett le. Ivor a Hont vármegyei Lontón született, középiskoláit 1853 és 1859 között Pozsonyban és Szarvason végezte. 1860 márciusában a Táncsics Mihály vezetése alatt álló osztrákellenes egyetemi diákszervezkedés néhány más részvevőjével együtt elfogták, hét hónapot börtönben töltött. Ezután 1863-ig a pesti egyetemen jogot hallgatott; ekkor Amszterdamba ment, ahol bankárként dolgozott 1865 januárjáig. 1866-ban visszatért hazájába, és belépett A Hon, később pedig a Hazánk szerkesztőségébe. 1868 őszén előbb Kelet-Ázsiába utazott, ahol meglátogatta, Sziámot, Kínát, Japánt, majd Fokföldet és Észak-Amerikát. 1870 februárjában visszatért és egy évig Andrássy Gyula gróf mellett volt fogalmazó. 1871-ben a Reform szerkesztőségébe lépett, később a Budapesti Hírlap és 1875 és 1894 között a Pesti Napló főmunkatársa lett. Szerzőként közreműködött a Magyar Korona című napi-, majd hetilapban is. 1894-től a Budapesti Hírlap, 1903-tól az Alkotmány munkatársa.

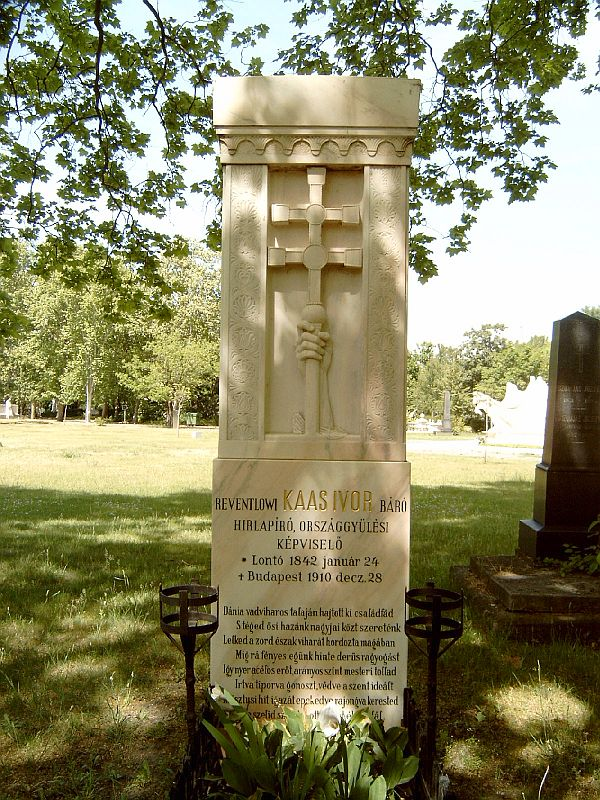
Kaas Ivor báró sírja Budapesten. Fiumei úti sírkert 28-díszsor-27.

1875-től kezdve több alkalommal is országgyűlési képviselő volt. Az 1875–1878. évi országgyűlésen a hátszegi, az 1888 és 1892 közötti országgyűlési ciklusban a főváros IV. kerületét (Belváros) képviselte. 1875 és 1876 között a Szabadelvű Párt tagja volt, majd annak ellenzékéhez csatlakozott. Előbb Apponyi Albert Mérsékelt Ellenzékének (1891-től Nemzeti Párt) volt híve, a második Wekerle-kormány 1890-es évek eleji egyházpolitikai reformjai hatására pedig alapító tagja lett a Katolikus Néppártnak. E párt programja alapján választották országgyűlési képviselővé Zsámbokréten egy 1903-as időközi választáson, majd másodszor az 1905-ös általános választásokon is. Az 1905-ben győztes szövetkezett ellenzék vezérlő-bizottságának, illetve a Petőfi Társaságnak is tagja volt.
Fia báró Kaas Albert jogászprofesszor, unokája Zombory Györgyné Kaas Lívia.

## Emlékezete
Barátja, Rákosi Jenő szerint Kaas „nagy költői tehetség volt,” aki „korán bekerült a politikába, mielőtt önnönmagára rátalált volna,” s akinek a politikai küzdelmek „minden fordulata, minden változása, minden tünete, izgalma és ütközete alkalom volt arra, hogy publicisztikai lantját megszólaltassa”.
Budapest V. kerületében egy ideig a mai Nyáry Pál utca viselte nevét. Sírja a Fiumei úti sírkertben található.